# Danh sách tiểu hành tinh: 14101–14200
| Tên                   | Tên đầu tiên | Ngày phát hiện       | Nơi phát hiện                      | Người phát hiện                                  |
| --------------------- | ------------ | -------------------- | ---------------------------------- | ------------------------------------------------ |
| 14101 -               | 1997 SD1     | 19 tháng 9 năm 1997  | Xinglong                           | Chương trình tiểu hành tinh Bắc Kinh Schmidt CCD |
| 14102 -               | 1997 SG25    | 29 tháng 9 năm 1997  | Nachi-Katsuura                     | Y. Shimizu, T. Urata                             |
| 14103 -               | 1997 TC      | 1 tháng 10 năm 1997  | Sormano                            | P. Sicoli, A. Testa                              |
| 14104 Delpino         | 1997 TV      | 2 tháng 10 năm 1997  | Sormano                            | V. Giuliani                                      |
| 14105 -               | 1997 TS17    | 6 tháng 10 năm 1997  | Kitami                             | K. Endate, K. Watanabe                           |
| 14106 -               | 1997 UO24    | 27 tháng 10 năm 1997 | Đài thiên văn Bergisch Gladbach    | W. Bickel                                        |
| 14107 -               | 1997 VM5     | 8 tháng 11 năm 1997  | Oizumi                             | T. Kobayashi                                     |
| 14108 -               | 1998 OA13    | 26 tháng 7 năm 1998  | La Silla                           | E. W. Elst                                       |
| 14109 -               | 1998 OM14    | 26 tháng 7 năm 1998  | La Silla                           | E. W. Elst                                       |
| 14110 -               | 1998 QA23    | 17 tháng 8 năm 1998  | Socorro                            | LINEAR                                           |
| 14111 Kimamos         | 1998 QA24    | 17 tháng 8 năm 1998  | Socorro                            | LINEAR                                           |
| 14112 -               | 1998 QZ25    | 25 tháng 8 năm 1998  | Đài thiên văn Zvjezdarnica Višnjan | Đài thiên văn Zvjezdarnica Višnjan               |
| 14113 -               | 1998 QD32    | 17 tháng 8 năm 1998  | Socorro                            | LINEAR                                           |
| 14114 Randyray        | 1998 QE35    | 17 tháng 8 năm 1998  | Socorro                            | LINEAR                                           |
| 14115 Melaas          | 1998 QO36    | 17 tháng 8 năm 1998  | Socorro                            | LINEAR                                           |
| 14116 Ogea            | 1998 QC40    | 17 tháng 8 năm 1998  | Socorro                            | LINEAR                                           |
| 14117 -               | 1998 QD42    | 17 tháng 8 năm 1998  | Socorro                            | LINEAR                                           |
| 14118 -               | 1998 QF45    | 17 tháng 8 năm 1998  | Socorro                            | LINEAR                                           |
| 14119 Johnprince      | 1998 QU46    | 17 tháng 8 năm 1998  | Socorro                            | LINEAR                                           |
| 14120 Espenak         | 1998 QJ54    | 27 tháng 8 năm 1998  | Anderson Mesa                      | LONEOS                                           |
| 14121 Stüwe           | 1998 QM54    | 27 tháng 8 năm 1998  | Anderson Mesa                      | LONEOS                                           |
| 14122 Josties         | 1998 QA55    | 27 tháng 8 năm 1998  | Anderson Mesa                      | LONEOS                                           |
| 14123 -               | 1998 QA56    | 29 tháng 8 năm 1998  | Đài thiên văn Zvjezdarnica Višnjan | Đài thiên văn Zvjezdarnica Višnjan               |
| 14124 Kamil           | 1998 QN60    | 28 tháng 8 năm 1998  | Ondřejov                           | L. Šarounová                                     |
| 14125 -               | 1998 QT62    | 27 tháng 8 năm 1998  | Xinglong                           | Chương trình tiểu hành tinh Bắc Kinh Schmidt CCD |
| 14126 -               | 1998 QZ90    | 28 tháng 8 năm 1998  | Socorro                            | LINEAR                                           |
| 14127 -               | 1998 QA91    | 28 tháng 8 năm 1998  | Socorro                            | LINEAR                                           |
| 14128 -               | 1998 QX92    | 28 tháng 8 năm 1998  | Socorro                            | LINEAR                                           |
| 14129 Dibucci         | 1998 QO95    | 19 tháng 8 năm 1998  | Socorro                            | LINEAR                                           |
| 14130 -               | 1998 QQ103   | 26 tháng 8 năm 1998  | La Silla                           | E. W. Elst                                       |
| 14131 -               | 1998 QN105   | 25 tháng 8 năm 1998  | La Silla                           | E. W. Elst                                       |
| 14132 -               | 1998 QB106   | 25 tháng 8 năm 1998  | La Silla                           | E. W. Elst                                       |
| 14133 -               | 1998 RJ17    | 14 tháng 9 năm 1998  | Socorro                            | LINEAR                                           |
| 14134 Penkala         | 1998 RP42    | 14 tháng 9 năm 1998  | Socorro                            | LINEAR                                           |
| 14135 Cynthialang     | 1998 RZ62    | 14 tháng 9 năm 1998  | Socorro                            | LINEAR                                           |
| 14136 -               | 1998 RM67    | 14 tháng 9 năm 1998  | Socorro                            | LINEAR                                           |
| 14137 -               | 1998 RB71    | 14 tháng 9 năm 1998  | Socorro                            | LINEAR                                           |
| 14138 -               | 1998 RL71    | 14 tháng 9 năm 1998  | Socorro                            | LINEAR                                           |
| 14139 -               | 1998 RX72    | 14 tháng 9 năm 1998  | Socorro                            | LINEAR                                           |
| 14140 -               | 1998 RS73    | 14 tháng 9 năm 1998  | Socorro                            | LINEAR                                           |
| 14141 Demeautis       | 1998 SR1     | 16 tháng 9 năm 1998  | Caussols                           | ODAS                                             |
| 14142 -               | 1998 SG10    | 17 tháng 9 năm 1998  | Caussols                           | ODAS                                             |
| 14143 Hadfield        | 1998 SQ18    | 18 tháng 9 năm 1998  | Kitt Peak                          | Spacewatch                                       |
| 14144 -               | 1998 SQ22    | 23 tháng 9 năm 1998  | Đài thiên văn Zvjezdarnica Višnjan | Đài thiên văn Zvjezdarnica Višnjan               |
| 14145 Sciam           | 1998 SE24    | 17 tháng 9 năm 1998  | Anderson Mesa                      | LONEOS                                           |
| 14146 Hughmaclean     | 1998 SP42    | 28 tháng 9 năm 1998  | Kitt Peak                          | Spacewatch                                       |
| 14147 Wenlingshuguang | 1998 SG43    | 23 tháng 9 năm 1998  | Xinglong                           | Chương trình tiểu hành tinh Bắc Kinh Schmidt CCD |
| 14148 Jimchamberlin   | 1998 SO45    | 25 tháng 9 năm 1998  | Kitt Peak                          | Spacewatch                                       |
| 14149 Yakowitz        | 1998 SF61    | 17 tháng 9 năm 1998  | Anderson Mesa                      | LONEOS                                           |
| 14150 -               | 1998 SQ65    | 20 tháng 9 năm 1998  | La Silla                           | E. W. Elst                                       |
| 14151 -               | 1998 SJ73    | 21 tháng 9 năm 1998  | La Silla                           | E. W. Elst                                       |
| 14152 -               | 1998 SV73    | 21 tháng 9 năm 1998  | La Silla                           | E. W. Elst                                       |
| 14153 Dianecaplain    | 1998 SA80    | 16 tháng 9 năm 1998  | Socorro                            | LINEAR                                           |
| 14154 Negrelli        | 1998 SZ106   | 16 tháng 9 năm 1998  | Socorro                            | LINEAR                                           |
| 14155 Cibronen        | 1998 SK122   | 16 tháng 9 năm 1998  | Socorro                            | LINEAR                                           |
| 14156 -               | 1998 SV131   | 16 tháng 9 năm 1998  | Socorro                            | LINEAR                                           |
| 14157 Pamelasobey     | 1998 SA133   | 16 tháng 9 năm 1998  | Socorro                            | LINEAR                                           |
| 14158 Alananderson    | 1998 SZ133   | 16 tháng 9 năm 1998  | Socorro                            | LINEAR                                           |
| 14159 -               | 1998 SV141   | 16 tháng 9 năm 1998  | Socorro                            | LINEAR                                           |
| 14160 -               | 1998 SB144   | 18 tháng 9 năm 1998  | La Silla                           | E. W. Elst                                       |
| 14161 -               | 1998 SO145   | 20 tháng 9 năm 1998  | La Silla                           | E. W. Elst                                       |
| 14162 -               | 1998 TV1     | 14 tháng 10 năm 1998 | Đài thiên văn Zvjezdarnica Višnjan | K. Korlević                                      |
| 14163 Johnchapman     | 1998 TY20    | 13 tháng 10 năm 1998 | Kitt Peak                          | Spacewatch                                       |
| 14164 Hennigar        | 1998 TH29    | 15 tháng 10 năm 1998 | Kitt Peak                          | Spacewatch                                       |
| 14165 -               | 1998 UZ      | 19 tháng 10 năm 1998 | Zeno                               | T. Stafford                                      |
| 14166 -               | 1998 UZ6     | 21 tháng 10 năm 1998 | Đài thiên văn Zvjezdarnica Višnjan | K. Korlević                                      |
| 14167 -               | 1998 UL8     | 24 tháng 10 năm 1998 | Oizumi                             | T. Kobayashi                                     |
| 14168 -               | 1998 UR15    | 23 tháng 10 năm 1998 | Đài thiên văn Zvjezdarnica Višnjan | K. Korlević                                      |
| 14169 -               | 1998 UZ24    | 25 tháng 10 năm 1998 | Woomera                            | F. B. Zoltowski                                  |
| 14170 -               | 1998 VF6     | 11 tháng 11 năm 1998 | Nachi-Katsuura                     | Y. Shimizu, T. Urata                             |
| 14171 -               | 1998 VO6     | 11 tháng 11 năm 1998 | Nachi-Katsuura                     | Y. Shimizu, T. Urata                             |
| 14172 Amanolivere     | 1998 VN8     | 10 tháng 11 năm 1998 | Socorro                            | LINEAR                                           |
| 14173 -               | 1998 VL9     | 10 tháng 11 năm 1998 | Socorro                            | LINEAR                                           |
| 14174 Deborahsmall    | 1998 VO13    | 10 tháng 11 năm 1998 | Socorro                            | LINEAR                                           |
| 14175 -               | 1998 VO18    | 10 tháng 11 năm 1998 | Socorro                            | LINEAR                                           |
| 14176 -               | 1998 VB28    | 10 tháng 11 năm 1998 | Socorro                            | LINEAR                                           |
| 14177 -               | 1998 VU29    | 10 tháng 11 năm 1998 | Socorro                            | LINEAR                                           |
| 14178 -               | 1998 VK30    | 10 tháng 11 năm 1998 | Socorro                            | LINEAR                                           |
| 14179 Skinner         | 1998 VM32    | 15 tháng 11 năm 1998 | Cocoa                              | I. P. Griffin                                    |
| 14180 -               | 1998 WY5     | 20 tháng 11 năm 1998 | Oizumi                             | T. Kobayashi                                     |
| 14181 Koromházi       | 1998 WX6     | 20 tháng 11 năm 1998 | Piszkéstető                        | K. Sárneczky, L. Kiss                            |
| 14182 Alley           | 1998 WG12    | 21 tháng 11 năm 1998 | Socorro                            | LINEAR                                           |
| 14183 -               | 1998 WA18    | 21 tháng 11 năm 1998 | Socorro                            | LINEAR                                           |
| 14184 -               | 1998 WA32    | 21 tháng 11 năm 1998 | Socorro                            | LINEAR                                           |
| 14185 Van Ness        | 1998 WK32    | 21 tháng 11 năm 1998 | Anderson Mesa                      | LONEOS                                           |
| 14186 Virgiliofos     | 1998 XP2     | 7 tháng 12 năm 1998  | Pian dei Termini                   | A. Boattini, L. Tesi                             |
| 14187 -               | 1998 XS9     | 14 tháng 12 năm 1998 | Đài thiên văn Zvjezdarnica Višnjan | K. Korlević                                      |
| 14188 -               | 1998 XP11    | 13 tháng 12 năm 1998 | Oizumi                             | T. Kobayashi                                     |
| 14189 Sèvre           | 1998 XB14    | 15 tháng 12 năm 1998 | Caussols                           | ODAS                                             |
| 14190 Soldán          | 1998 XS15    | 15 tháng 12 năm 1998 | Kleť                               | M. Tichý, Z. Moravec                             |
| 14191 -               | 1998 XR28    | 14 tháng 12 năm 1998 | Socorro                            | LINEAR                                           |
| 14192 -               | 1998 XA33    | 14 tháng 12 năm 1998 | Socorro                            | LINEAR                                           |
| 14193 -               | 1998 XZ40    | 14 tháng 12 năm 1998 | Socorro                            | LINEAR                                           |
| 14194 -               | 1998 XU50    | 14 tháng 12 năm 1998 | Socorro                            | LINEAR                                           |
| 14195 -               | 1998 XD51    | 14 tháng 12 năm 1998 | Socorro                            | LINEAR                                           |
| 14196 -               | 1998 XH59    | 15 tháng 12 năm 1998 | Socorro                            | LINEAR                                           |
| 14197 -               | 1998 XK72    | 14 tháng 12 năm 1998 | Socorro                            | LINEAR                                           |
| 14198 -               | 1998 XZ73    | 14 tháng 12 năm 1998 | Socorro                            | LINEAR                                           |
| 14199 -               | 1998 XV77    | 15 tháng 12 năm 1998 | Socorro                            | LINEAR                                           |
| 14200 -               | 1998 XY77    | 15 tháng 12 năm 1998 | Socorro                            | LINEAR                                           |